# Al-Jar
al-Jār (in arabo ﺍﻟﺠﺎﺭ‎? era il porto arabo sul mar Rosso della città-oasi di Yathrib (poi Medina) e il terminale dell'esportazione del grano che muoveva da Clysma (poi al-Qulzum, oggi Suez).
Esso si trovava a 20 giorni di marcia a sud di Ayla (Eilat) e a 3 da al-Juḥfa (204 km. a nord di Mecca).
Secondo la tradizione islamica, fu il secondo Califfo ʿUmar b. al-Khaṭṭāb a impartire disposizioni sul suo ampliamento, ordinando che fossero costruiti due magazzini (quṣūr, "edifici") della capienza di 20 carichi di navi mercantili, nominando poi il suo mawlā Saʿd b. Nawfal per custodire tutto e provvedere alle necessità che ne derivavano.
Malgrado al-Jār servisse anche per i traffici con l'Abissinia, il Bahrain e la Cina, il porto di Qarāf (probabilmente il Κόπαρ Κώμη di Claudio Tolomeo)) era quello privilegiato per i commerci con l'antistante al-Ḥabasha (l'Abissinia) e sorgeva su un'isoletta di 1,7 km², antistante la parte abitata di al-Jār.
Pochi secoli dopo il porto di al-Jār fu soppiantato da quello di Yanbuʿ, poco più a nord e meglio posizionato per le necessità mercantili.